# Zakariás (Keresztelő János apja)
Zakariás Keresztelő Szent Jánosnak, Jézus előhírnökének apja volt, Barakiás pap fia, maga is pap Jeruzsálemben, Heródes uralkodása idején. Felesége és János anyja Erzsébet volt. Zakariást a keresztény egyházak egy része és a Korán is szentként tiszteli.

## A Bibliában

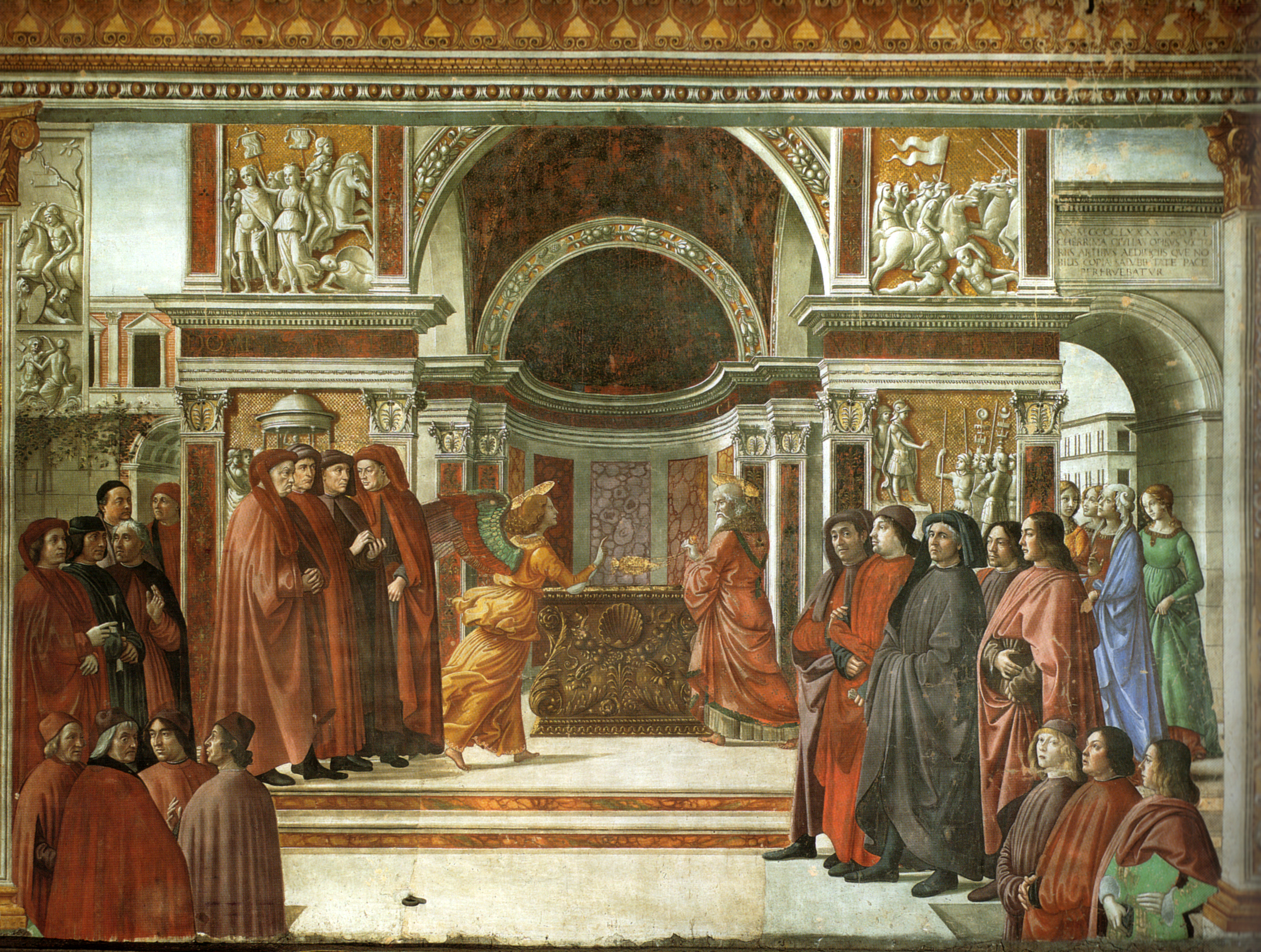
Tornabuoni kápolna - Az angyal közleménye Zakariásnak

A 24 papi csoport közül az Abija rendjébe tartozott, ezért a nyolcadik héten került rá a sor, hogy szolgálatot teljesítsen a jeruzsálemi templomban. Egy ízben nagy késéssel jött ki a szentélyből, ahol tömjénáldozatot mutatott be, és csak kezével jelezte, hogy nem tud beszélni. A szentélyben Gábriel arkangyal jelent meg Zakariásnak, és megjövendölte, hogy felesége, Erzsébet, bár meddő és mindketten idősek, fiút fog szülni.
„Ne félj, Zakariás, meghallgatásra talált a te könyörgésed: feleséged, Erzsébet fiút szül neked, és Jánosnak fogod őt nevezni. Örülni fogsz, boldog leszel, és sokan örülnek majd az ő születésének, mert nagy lesz ő az Úr előtt; bort és részegítő italt nem iszik, és már anyja méhétől fogva megtelik Szent Lélekkel, Izráel fiai közül sokakat megtérít az Úrhoz, az ő Istenükhöz, és őelőtte jár az Illés lelkével és erejével, hogy az atyák szívét a gyermekekhez, és az engedetleneket az igazak lelkületére térítse, hogy felkészült népet állítson az Úr elé” (Lukács evangéliuma 1,13-17).
Amikor papi szolgálata letelt, hazatért otthonába, a hegyvidékre. Amikor valóban megszületett a fiú, a pap egy táblára felírta a nevét, és csak ekkor kezdett el újra beszélni, áldva az Urat.

## A legendáriumban
Amikor Heródesnek megjövendölték Jézus születését, és katonákat küldött ki az országba, hogy öljék meg a két évnél fiatalabb fiúgyermekeket, eszébe jutott az is, amit Zakariás fiáról hallott, és arra gondolt: ez lehet a keresett fiú, a jövendölt Messiás, Izrael királya. Erzsébet azonban a másfél éves Jánossal a hegyekbe menekült, mire házukhoz értek a katonák. Az üldözők a hegyre is követték őket, ám amikor már közel értek, Erzsébet könyörgésére megnyílt a hegy és elrejtette az üldözötteket.
Eközben Zakariás ismét papi szolgálatát teljesítette Jeruzsálemben. A feldühödött Heródes megparancsolta, öljék meg, ha nem adja ki a fiát. „Ti megölhetitek a testet, de az Úr magához fogadja az én lelkemet” – volt a próféta válasza. A templom és az oltár közt ölték meg, vére a márványra folyt és megkövült.
Meggyilkolása után negyven nappal meghalt Erzsébet is. János a barlangban maradt és egy angyal táplálta, amíg már a nép elé léphetett.

## Az iszlám vallásban
A Korán is megemlíti Zakariást Keresztelő János apjaként.